# Duga (roman)
Duga (The Rainbow) je roman autora D. H. Lawrencea napisan 1915. godine. Prati tri naraštaja obitelji Brangwen, posebno se fokusirajući na seksualnost i odnose među likovima. 
Lawrenceov otvoren pristup seksualnosti i igrama unutar veza kao prirodnim i duhovnim pokretačima života, doveo je do sudskog postupka protiv romana pod optužbom opscenosti 1915. godine, zbog čega su sve kopije zaplijenjene i spaljene. Roman se narednih 11 godina nije mogao nabaviti u Britaniji, iako su primjerci bili dostupni u SAD-u.
1920. Duga je popraćena nastavkom Zaljubljene žene (Women in love). Iako je Lawrence djela zamislio kao jednu cjelinu, misleći je nazvati Sestre ili Vjenčani prsten, na zahtjev nakladnika su objavljena kao zasebni romani. Ipak, nakon negativnog publiciteta Duge, nakladnik je odustao od objavljivanja Zaljubljenih žena, pa je taj roman tiskan 5 godina kasnije.
1989. snimljena je istoimena adaptacija filma u režiji Kena Russella koji je također 1969. režirao Zaljubljene žene. 1988. BBC je objavio televizijsku adaptaciju romana u režiji Stuarta Burgea s glumicom Imogen Stubbs kao glavnom junakinjom romana, Ursulom Brangwen.